# Джабир ибн Зейд
Абу́ аш-Ша’са́ Джа́бир ибн Зейд аль-А́зди (араб. أبو الشعثاء جابر بن زيد الأزدي‎, ум. в 712) — табиин, один из учеников Ибн Аббаса, мусульманский богослов, который почитался в Басре наряду с Хасаном аль-Басри и Ибн Сирином. От него передавали хадисы Амр ибн Динар, Айюб ас-Сахтияни, Катада ибн Диама и другие. У Джабира был свой кружок в Соборной мечети Басры, где он занимался преподаванием и давал фетвы.

## Биография
Джабир ибн Зейд родился в селении Фирак, возле современного города Назва (мухафаза Эд-Дахилия, Оман). Он был организатором и идеологом ибадитов — хариджитского течения, которое было ошибочно названо в честь Абдуллаха ибн Ибада, игравшего второстепенную роль в этом движении. После активизации деятельности ибадитов в начале VIII века, многие главари ибадитов, в том числе и Джабир, были высланы в Оман, где на основе его хадисов сформировалось отличное от суннитского и шиитского права ибадитское право. Наиболее часто предания от Джабира ибн Зейда упоминаются в «Джами ас-Сахих».
Согласно Ахмаду ибн Ханбалю и аль-Бухари, Джабир ибн Зейд умер в 712 году.